# Adoptionsvermittlungsgesetz
Das Adoptionsvermittlungsgesetz (AdVermiG) regelt die Adoptionsvermittlung und das Verbot der Ersatzmutterschaft in Deutschland.
Im ersten Abschnitt finden sich in den §§ 1 bis 13 Vorschriften zur Adoptionsvermittlung. Im zweiten Abschnitt sind in den §§ 13a bis 13d Regelungen zum Verbot der Ersatzmutterschaft- und vermittlung enthalten. Der dritte Abschnitt umfasst Straf- und Bußgeldvorschriften in den §§ 14 und 14b. Im vierten Abschnitt finden sich in den §§ 15 und 16 Übergangsvorschriften.
Das Gesetz gilt nach § 68 Nr. 12 SGB I als besonderer Bestandteil des Sozialgesetzbuches und soll langfristig dort eingeordnet werden.